# Un tipo genial
Un tipo genial (Local Hero) es una película escocesa del año 1983. Es el cuarto largometraje del director Bill Forsyth. 

## Argumento
El millonario del petróleo Felix Happer, envía a MacIntyre a un pueblo remoto de Escocia para asegurar los derechos de propiedad de los terrenos para una refinería que quieren construir. Mac, junto a Danny, comienza las negociaciones. Los habitantes del lugar, deseosos de obtener beneficios, le ponen las cosas bastante fáciles a Mac y Danny. Sin embargo, un ermitaño local que recoge basura de la playa, Ben Knox, vive junto a una playa crucial que también posee y se niega a vender. Happer va quedándose cada vez más prendado de las historias de las auroras boreales y Danny por una chica extraña del pueblo, Marina. Mac, que siempre ha estado acostumbrado a manejarse con los faxes de las oficinas de Houston, se ve forzado a negociar en los términos de Ben.

## Reparto
| Actor                | Personaje            | Notas                        |
| -------------------- | -------------------- | ---------------------------- |
| Peter Riegert        | Mac                  |                              |
| Burt Lancaster       | Felix Happer         |                              |
| Fulton Mackay        | Ben Knox             |                              |
| Denis Lawson         | Gordon Urquhart      |                              |
| Norman Chancer       | Moritz               |                              |
| Peter Capaldi        | Danny Oldsen         |                              |
| Rikki Fulton         | Geddes               |                              |
| Alex Norton          | Watt                 |                              |
| Jenny Seagrove       | Marina               |                              |
| Jennifer Black       | Stella               |                              |
| Christopher Rozycki  | Victor               |                              |
| Christopher Asante   | Reverendo Macpherson |                              |
| John Gordon Sinclair | Ricky                |                              |
| Caroline Guthrie     | Pauline              |                              |
| John M. Jackson      | Cal                  | Acreditado como John Jackson |

## Premios y nominaciones
| Año  | Otorga                                  | Premio                             | Nominación       | Resultado |
| ---- | --------------------------------------- | ---------------------------------- | ---------------- | --------- |
| 1984 | British Academy Film Awards             | Mejor actor en un papel de soporte | Burt Lancaster   | Nominado  |
| 1984 | British Academy Film Awards             | Mejor cinematografía               | Chris Menges     | Nominado  |
| 1984 | British Academy Film Awards             | Mejor dirección                    | Bill Forsyth     | Ganó      |
| 1984 | British Academy Film Awards             | Mejor edición                      | Michael Bradsell | Nominado  |
| 1984 | British Academy Film Awards             | Mejor película                     | David Puttnam    | Nominado  |
| 1984 | British Academy Film Awards             | Mejor música de película           | Mark Knopfler    | Nominado  |
| 1984 | British Academy Film Awards             | Mejor guion original               | Bill Forsyth     | Nominado  |
| 1983 | National Board of Review Awards         | Top Ten Films                      | Local Hero       | Ganó      |
| 1984 | National Society of Film Critics Awards | Mejor guion                        | Bill Forsyth     | Ganó      |
| 1984 | New York Film Critics Circle Awards     | Mejor guion                        | Bill Forsyth     | Ganó      |

- Mejor banda sonora (Local Hero: "Mark Knopfler")

## Banda sonora
Compuesta por Mark Knopfler, y editada en el álbum Local Hero.
- Datos: Q639969